# Love Jacked
Love Jacked ist eine kanadische Filmkomödie von Alfons Adetuyi aus dem Jahr 2018. 

## Handlung
Maya kehrt desillusioniert aus Südafrika zurück. Auf einer Reise hatte sie Mtumbie kennen gelernt und sich gleich in ihn verliebt. Sehr zum Ärger der Eltern hat sie sich sogar mit ihm verlobt. Doch gerade, als sie von ihren Hochzeitsplänen berichtet hatte, erwischte sie ihren angehenden Ehemann mit einer anderen Frau. Nachdem sie nach Kanada zurückkehrte, klagte sie dem Trickbetrüger Malcolm ihr Leid. Dieser hatte gerade vorher seinen Partner Tyrell abgezockt, weil er das gewonnene Geld aus einem Billiardbetrug aus schlechtem Gewissen zurückgab. Mit Hilfe von Maya entkommt er seinem Verfolger und die beiden beschließen gemeinsame Sache zu machen. Malcolm soll sich als Mtumbie ausgeben, um so die Familie zu täuschen.
Am Flughafen erscheint dann Malcom in bester Prinz aus Zamunda-Manier und mit gefaktem afrikanischen Akzent. Es gelingt ihm tatsächlich, die Eltern und auch die erweiterte Familie, sogar Onkel Rufus, einen afrikavernarrten Verwandten, zu täuschen. Nach allerlei Verwicklungen und Missverständnissen laufen die Hochzeitsvorbereitungen auf Hochtouren. Nach der Hochzeit soll Malcolms Tod vorgetäuscht werden. Da taucht plötzlich Tyrell auf und will bei dem Schwindel mitmachen. Malcolm geht zum Schein darauf ein. Doch längst ist ihm klar: er hat Gefühle für Maya entwickelt.
Nach dem vorgetäuschten Tod dauert es nicht lange, und Malcolm zieht es zurück zu Maya. Vorher kommt es zum Showdown mit Tyrell, der ihn jedoch in Ruhe lässt. Im Elternhaus von Maya ist der echte Mtumbie aufgetaucht, der sich reumütig zeigt. So löst Maya die Täuschung endlich auf. Die Familie verzeiht ihr und nimmt auch Malcolm in die Familie auf. Auch Mtumbie flirtet schließlich mit der liebestollen Cousine Naomi.

## Hintergrund
Die Dreharbeiten fanden im Oktober 2017 statt. Produziert wurde der Film von Inner City, der Produktionsfirma von Regisseur Alfons Adetuyi, mit Unterstützung von OMDC. Teile des Films wurden in Kapstadt, Südafrika gedreht, während die restlichen Aufnahmen in Hamilton, Ontario stattfanden.
Love Jacked hatte seine Premiere am 8. Februar 2018 auf dem Pan African Film Festival Los Angeles. Dort wurde er als „Best Narrative Film“ ausgezeichnet. Er erschien in den Vereinigten Staaten am 26. Oktober 2018. In Produktionsland Kanada erschien er am 7. Dezember 2018. 
Bei den Canadian Screen Awards war Frisörin Renée Chan in der Kategorie „Achievement in Hair“ nominiert.

## Rezeption
Radheyan Simonpillai von Now bezeichnete den Film als alberne, absurde Komödie, hob jedoch die Leistung von Hauptdarsteller Shamier Anderson hervor. Auch Chris Knight von der National Post kritisierte den Film dafür, dass er sein Publikum nicht abhole.